# إمارة بني قرة
خلافة بنو قرة، وتُعرف كذلك بـدولة بني قرة أو الدولة الركوية، هي كيان سياسي ظهر في إقليم برقة خلال القرن الحادي عشر الميلادي، بعد نجاح ثورة أبو ركوة ضد الدولة الفاطمية سنة 1005م.
أسس الدولة الأمير الثائر أبو ركوة، الذي أعلن نفسه خليفة في برقة واتخذ من دار الإمارة مركزًا لحكمه، ولقب بـ"الثائر بأمر الله". وقد سُميت الدولة أحيانًا باسمه، وأحيانًا باسم القبيلة القيسية الكبرى التي دعمته، وهي بنو قرة، إحدى فروع بنو هلال الذين استوطنوا برقة في العصر الفاطمي.

## التأسيس
بعد تفاقم النقمة على الدولة الفاطمية في برقة نتيجة السياسات المركزية والضرائب، اندلعت ثورة بقيادة أبي ركوة سنة 1004م، تمكن خلالها من السيطرة على برقة، وفرض سيطرته على مناطق واسعة من الإقليم. استغل ضعف الفاطميين وانشغالهم بالصراعات في الشام والمغرب، ليؤسس حكمًا مستقل.

## تطور الدولة
بعد مقتل أبو ركوة سنة 1007م في إحدى المعارك، تولى الحكم القائد المختار بن قاسم، الذي ثبت أركان الدولة وتحالف مع بعض الزعامات المحلية. ثم خلفه ابنه جبار بن المختار، الذي استمر في الحكم حتى الغزو الهلالي سنة 1047م.
شهدت الدولة استقرارًا نسبيًا خلال حكم جبار بن المختار، حيث نظّم العلاقة بين القبائل المقيمة في برقة، وفرض سيطرته على المدن والقرى الحضرية. لكن مع قدوم بنو هلال بأمر من الفاطميين إلى إفريقية، تعرضت برقة لاجتياح كبير أدى إلى سقوط الدولة واندماج القبائل فيها ضمن التكوينات الهلالية الجديدة.

## الحكم والإدارة
كانت الدولة الركوية ذات طابع قبلي عروبي، واتخذت من النظام الخلافي إطارًا رمزيًا للشرعية. لم تكن مركزية بالشكل التقليدي، بل اعتمدت على تحالفات قبلية وهيمنة بنو قرة على المراكز الحضرية في برقة.

## النهاية
في عام 1047م، اجتاحت جموع بنو هلال القادمة من صعيد مصر إلى برقة، بموافقة الخلافة الفاطمية، ما أدى إلى سقوط الدولة الركوية. اندمج من تبقى من بنو قرة في التحالفات الهلالية اللاحقة، وانتهى الكيان السياسي المستقل في برقة.

## وصلات خارجية
- بنو قرة وأثرهم السياسي والعسكري في برقة خلال العصر الفاطمي – حوليات آداب عين شمس، العدد 46، 2018 نسخة محفوظة 2025-05-10 على موقع واي باك مشين.